# Atherigona pusaensis
Atherigona pusaensis är en tvåvingeart som beskrevs av Preeti Srivastava 1985. Atherigona pusaensis ingår i släktet Atherigona och familjen husflugor. Inga underarter finns listade i Catalogue of Life.